# Посольство Украины в Австралии
Посольство Украины в Австралии (укр. Посольство України в Австралії) — дипломатическая миссия Украины в Австралии, расположенное в Канберре.

## Задачи посольства
Основная задача Посольства Украины в Канберре — представлять интересы Украины, способствовать развитию политических, экономических, культурных, научных и других связей, а также защищать права и интересы граждан и юридических лиц Украины, находящихся на территории Австралии и Новой Зеландии.
Посольство способствует развитию межгосударственных отношений между Украиной и Австралией на всех уровнях, с целью обеспечения гармоничного развития взаимных отношений, а также сотрудничества по вопросам, представляющим взаимный интерес. Посольство выполняет также консульские функции.

## История дипломатических отношений
Украина установила дипломатические отношения с Австралией 10 января 1992 года. 3 марта 1992 года с Новой Зеландией. С 1993 года интересы Украины в Австралии были представлены почётными консулами Украины в Мельбурне Зиной Ботте, а затем Валерием Ботте. В сентябре 1992 года в Киеве было открыто Почётное консульство Австралии. В мае 2000 года в Сиднее Украина открыла Генеральное консульство. Посольство Украины в Австралии было открыто 14 апреля 2003 года путём преобразования Генерального консульства Украины в Сиднее в Посольство в Канберре. Посольство Украины в Австралии аккредитовано в Новой Зеландии по совместительству с 5 декабря 2007 года.

## Руководители дипломатической миссии
- Мищенко Александр Павлович (2 августа 2004[1] — 22 августа 2005[2])
- Адомайтис Валентин Владимирович (7 марта 2007[3] — 30 мая 2011[4])
- Сташевский Станислав Сергеевич (2011—2014) временный поверенный
- Джиджора Николай Петрович (2014—2015) временный поверенный
- Кулинич Николай Андреевич (24 сентября 2015[5] — 6 октября 2021[6])
- Мирошниченко Василий Владимирович (с 9 марта 2022[7])